# Ballungsraumgesetz

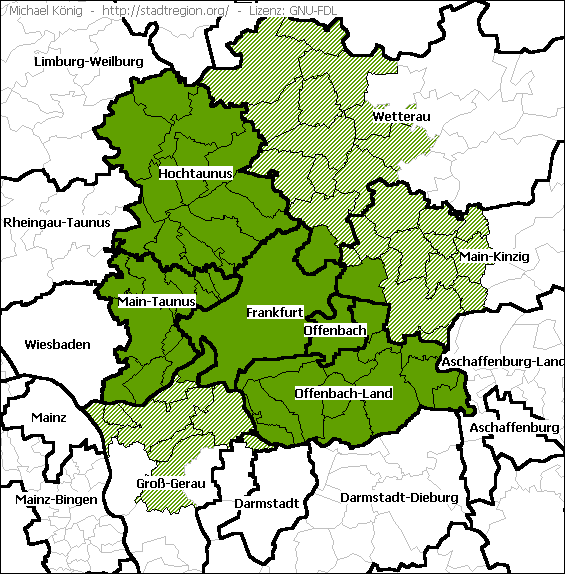
Geltungsbereich des BallrG. Das Gebiet des damit aufgelösten UVF ist dunkler dargestellt.

Das hessische „Gesetz zur Stärkung der kommunalen Zusammenarbeit im Ballungsraum Frankfurt/Rhein-Main“ (Ballungsraumgesetz, BallrG) vom 19. Dezember 2000 (GVBl. I S. 542) war Grundlage der interkommunalen Kooperation in der Stadtregion Frankfurt am Main. Es trat am 1. April 2001 in Kraft. Zum 1. April 2011 ging sein Regelungsgehalt im „Gesetz über die Metropolregion Frankfurt/Rhein-Main (MetropolG)“ vom 8. März 2011 (GVBl. I S. 153) auf.
Das Ballungsraumgesetz besteht aus drei Teilen:
- dem eigentlichen Ballungsraumgesetz, das die gemeinsam zu lösenden Aufgaben, die Einrichtung von freiwilligen Kooperationen und die Einrichtung eines „Rats der Region“ regelt,
- dem „Gesetz über den Planungsverband Ballungsraum Frankfurt/Rhein-Main“ (PlanvG), das ebendiesen Verband begründet, und
- dem „Gesetz über die Auflösung des Umlandverbandes Frankfurt“, das den 1975 gegründeten Mehrzweck-Pflichtverband „Umlandverband Frankfurt“ (UVF) auflöst.

## Geltungsbereich
Das Ballungsraumgesetz gilt für 75 hessische Kommunen des sogenannten „Ballungsraums“. Dieser wird in § 2 definiert. Er umfasst:
- die kreisfreien Städte Frankfurt am Main und Offenbach am Main,
- die Landkreise Main-Taunus, Hochtaunus und Offenbach,
- die westliche Hälfte des Wetteraukreises (Altkreis Friedberg),
- das westliche Drittel des Main-Kinzig-Kreises (Altkreis Hanau), und
- die nördliche Hälfte des Landkreises Groß-Gerau.

Dieser „Ballungsraum“ deckt sich nicht mit den üblichen Abgrenzungen des Rhein-Main-Gebiets oder der Stadtregion Frankfurt, sondern vereint städtische, suburbane und ländliche Gemeinden, während die übrigen hessischen Zentren der Rhein-Main-Region (Wiesbaden und Darmstadt) ausgespart bleiben. Die außerhalb der Landesgrenzen liegenden Kernstädte Mainz und Aschaffenburg entziehen sich ohnehin der Gültigkeit hessischer Gesetze. Insbesondere die Gemeinden im nördlichen Drittel des „Ballungsraums“ haben nur wenig Bezug zur Kernstadt und sind eher ländlich als großstädtisch geprägt.

## Auflösung des Umlandverbands
Der Umlandverband Frankfurt (UVF) war der erste ernsthafte Versuch der hessischen Landesregierung, den untereinander zerstrittenen Gemeinden der Stadtregion eine gemeinsame regionale Organisation zu geben. Auslöser war die Anfang der 1970er Jahre sehr konkret geführte Diskussion über die Bildung einer Regionalstadt Frankfurt, die von der Landesregierung und den Vertretern des Umlands jedoch abgelehnt wurde. Der Mehrzweck-Pflichtverband war ein Kompromiss zwischen dem bisherigen Zustand und der vorgeschlagenen Regionalstadt. Er besaß ein direkt gewähltes Regionalparlament. Der Verband hatte Planungs-, Trägerschafts- und Durchführungsaufgaben. Er erstellte einen gemeinsamen Flächennutzungsplan für seine 43 Mitgliedsgemeinden. Die gesetzlich vorgeschriebenen Trägerschaftsaufgaben wurden von den Gemeinden nicht herausgegeben, die Landesregierung blieb untätig, ähnliches geschah bei den Koordinierungsaufgaben. Der UVF war zeit seiner Existenz ein ungeliebter Kompromiss und eine „störender“ Konkurrent um kommunale Kompetenzen, die Forderung nach seiner Auflösung wurde vor allem in den 90er Jahren immer lauter. Dieser Forderung kommt das Ballungsraumgesetz nach. Es wurde die Bildung freiwilliger Zusammenschlüsse vorgeschrieben.

## Freiwillige Kooperationen
Das Ballungsraumgesetz legt fest (§ 1), dass in den bisherigen Aufgabenbereichen des UVF freiwillige Zusammenschlüsse zu bilden sind. Dies betrifft die Bereiche Abfall, Trink- und Abwasser, Standortmarketing/Wirtschaftsförderung, Regionalpark, regionale Verkehrsplanung sowie die Trägerschaft von Sport-, Freizeit- und Kultureinrichtungen überörtlicher Bedeutung. Über Organisationsform, räumlichen und inhaltlichen Zuschnitt, Finanzierung und Vorteils- und Lastenausgleich haben sich die Gemeinden untereinander zu einigen (§ 3). Falls die Bildung dieser Zusammenschlüsse unterbleibt, kann die Landesregierung ein bestimmtes Aufgabenfeld für „dringlich“ erklären (§ 6 Abs. 1) und nach einem weiteren Jahr Gemeinden per Rechtsverordnung zu einem Pflichtverband zusammenschließen. Gegen diese Rechtsverordnung kann jedoch Widerspruch eingelegt werden, was die Umsetzung um bis zu 14 Monaten verzögern kann (§6 Abs. 2).

## Rat der Region
Nach den §§ 4–5 BallrG wird ein „Rat der Region“ gebildet, dem Vertreter der Landkreise und der großen Städte (über 50.000 Einwohner) angehören. Dieser Rat hat die Aufgaben
- „Grundsätze“ für die Durchführung der gemeinsam wahrzunehmenden Aufgaben festzulegen
- Kommunalkonferenzen durchzuführen und deren Ergebnisse auszuwerten
- Einen „Jahresbericht über den Stand der kommunalen Zusammenarbeit“ zu erstellen
- Maßnahmen für ein „gemeinsames Erscheinungsbild der Region“ zu erarbeiten
- Kommunen außerhalb des in § 2 definierten Ballungsraums zu beteiligen.

Aussagen über die Verbindlichkeit der Ratsbeschlüsse für die Mitgliedsgemeinden macht das Gesetz nicht.

## Planungsverband
Das PlanvG regelt die Bildung eines Planungsverbandes als Rechtsnachfolger des UVF. Dieser hat (§ 2 PlanvG) die Aufgabe, einen Regionalen Flächennutzungsplan und einen Landschaftsplan zu erstellen. Er kann außerdem an den durch freiwillige Kooperationen zu lösenden Aufgaben mitwirken und tat dies, in Fortsetzung der Tätigkeit des UVF, so umfangreich, dass die Landesregierung dieses Mitwirkungsrecht 2006 gesetzlich auf ein „beratendes“ beschränkte. Auch durch die personelle Kontinuität der Geschäftsstelle fungiert der Planungsverband als eine Art Fortsetzung des aufgelösten Umlandverbands. Er ist damit der wichtigste regionale Akteur im Frankfurter Raum, seine Bedeutung als Ansprechpartner und „Kümmerer“ geht dadurch über seinen eng begrenzten gesetzlichen Auftrag hinaus.

## Politischer Hintergrund
Der frühere Umlandverband wurde von einer sozialliberalen Landesregierung 1975 per Gesetz ins Leben gerufen. Die CDU als damalige Oppositionspartei gehörte deshalb von Beginn an zu den größten Kritikern dieser Institution, auch wenn sie in den 90er Jahren die Mehrheit im Verbandsparlament innehatte und den Verbandsdirektor stellte. Die Abschaffung des UVF war außerdem eine wichtige Forderung vieler CDU-geführter Gemeinden, die durch seine Existenz und interkommunalen Kompetenzen ihr Recht auf Kommunale Selbstverwaltung beeinträchtigt wähnten. Nach dem Amtsantritt der CDU/FDP-geführten Landesregierung unter Roland Koch 1998 gehörte die Auflösung des Verbandes zu den ersten Projekten der neuen Landesregierung.
Der Umlandverband war jedoch auch in den übrigen Parteien umstritten. 1996 veröffentlichte eine Arbeitsgruppe der SPD unter dem ehemaligen Landesentwicklungsminister Jörg Jordan ein Konzept namens Regionalkreis Rhein-Main, das die Fusion der Landkreise in der Region zu einer großen Gebietskörperschaft vorschlug. SPD und Grüne übernahmen das Regionalkreiskonzept nach dem Verlust der Regierungsverantwortung in ihre Parteiprogramme. Das Ballungsraumgesetz von CDU und FDP ist deshalb auch als Gegenentwurf zum (älteren) Regionalkreiskonzept zu sehen. Die heutigen Oppositionsparteien lehnen das Ballungsraumgesetz ebenso entschieden ab wie seinerzeit die CDU den Umlandverband.
Die CDU in Frankfurt am Main und ihre Oberbürgermeisterin Petra Roth gehören ebenfalls zu den Gegnern des Ballungsraumgesetzes, sie verfolgen unter der Bezeichnung Stadtkreis Frankfurt einen eigenen Lösungsvorschlag für die Stadt-Umland-Problematik im Frankfurter Raum.
Das Gesetz war ursprünglich auf fünf Jahre befristet und wurde 2006 um weitere fünf Jahre verlängert.

## Widerstand gegen das Gesetz
21 Kommunen und drei Landkreise erhoben auf Initiative der Stadt Karben Klage gegen das Ballungsraumgesetz, das in unzulässigem Maße in ihr Recht auf Kommunale Selbstverwaltung eingreife. Der Hessische Staatsgerichtshof wies diese Klage am 4. Mai 2004 ab. Das Gericht befand, das Gesetz bedürfe der Konkretisierung, um überhaupt vollziehbar und dann auch rechtlich angreifbar zu sein. Der Anwalt der Kläger bezeichnete das Gesetz daraufhin als „eine Form unernster Gesetzgebung“, während Innenminister Volker Bouffier einen „Erfolg auf der ganzen Linie“ für das Gesetz erkannte.
Die ursprünglich bis zum 31. März 2006 befristete Gültigkeit des Gesetzes wurde am 26. Januar 2006 vom Hessischen Landtag zunächst bis zum 31. Dezember 2011 verlängert, mit dem MetropolG jedoch bereits zum 1. April 2011 aufgehoben.